# شهرستان گانگهوا
شهرستان گانگهوا (کره‌ای: 강화군; هانجا: 江華郡) یک منطقهٔ مسکونی در کره جنوبی است که در اینچون واقع شده‌است. گانگهوا ۴۱۱٫۴ کیلومتر مربع مساحت و ۶۹٬۱۵۴ نفر جمعیت دارد.